# خايمي سوتو
خايمي سوتو (بالإسبانية: Jaime Soto)‏ هو لاعب كرة قدم تشيلي في مركز الوسط، ولد في 20 أبريل 1992 في فالديفيا في تشيلي. لعب مع Unión Temuco ‏.